# Reddyanus acanthurus
Espèce
Synonymes
- Isometrus acanthurus Pocock, 1899

Reddyanus acanthurus est une espèce de scorpions de la famille des Buthidae.

## Distribution
Cette espèce est endémique du Maharashtra en Inde,.

## Description
Le mâle holotype mesure 39 mm.

## Systématique et taxinomie
Cette espèce a été décrite sous le protonyme Isometrus acanthurus par Pocock en 1899. Elle est placée dans le genre Reddyanus par Kovařík, Lowe, Ranawana, Hoferek, Jayarathne, Plíšková et Šťáhlavský en 2016.

## Publication originale
- Pocock, 1899 : « Descriptions of six new species of scorpions from India. » Journal of the Bombay Natural History Society, vol. 12, p. 262–268 (texte intégral).